# Analcidometra armata
Analcidometra armata (Pourtalès, 1869) è una specie di crinoidi appartenente all'ordine Comatulida.

## Descrizione
La specie Analcidometra armata è una specie epibentonica, vive quindi sulla superficie di altri organismi viventi. Questa specie la stella marina più piccola dei Caraibi, e possiede 10 braccia caratterizzate da anelli rossi e bianchi, lunghe fino a 10 cm. È in grado di spostarsi sbattendo le braccia. Gli esemplari della specie possono restare nella stessa zona marina per molti anni, se la corrente fornisce abbastanza plancton come nutrimento. La lunghezza dell'animale non supera i 20 cm, e vive nelle acque di temperature comprese tra i 22 °C e i 28 °C.

## Biologia

### Alimentazione
Come gran parte dei crinoidi si nutre principalmente di plancton, che capta utilizzando le braccia. Può anche nutrirsi di piccoli invertebrati.

### Riproduzione
La specie è gonocorica, possiede cioè individui sia maschili che femminili. Durante la deposizione delle uova da parte dell'organismo, le pareti delle pinnule si spezzano e sia le uova che gli spermatozoi vengono liberati nell'acqua di mare. L'embrione diventa una larva che è in grado di nuotare liberamente: la larva, successivamente, si ancora al fondale marino dove completano la maturazione e diventano definitivamente adulti.

## Distribuzione e habitat
I primi esemplari di questa specie sono stati osservati nelle zone delle coste di Florida e Cuba. È diffusa principalmente dalla Florida e dalle Bahamas attraverso il Mar dei Caraibi, fino a Barbados e Panama. Si trova a profondità che possono arrivare fino a 64 metri sotto il livello del mare.